# Sinapisoma minuta
Sinapisoma minuta là một loài bọ cánh cứng trong họ Bọ hung (Scarabaeidae).